# Verkhniye Kayrakty
Verkhniye Kayrakty är en ort i Kazakstan.   Den ligger i oblystet Qaraghandy, i den centrala delen av landet, 300 km söder om huvudstaden Astana. Verkhniye Kayrakty ligger 803 meter över havet och antalet invånare är 1 158.
Terrängen runt Verkhniye Kayrakty är platt.  Trakten runt Verkhniye Kayrakty är nära nog obefolkad, med mindre än två invånare per kvadratkilometer. Trakten runt Verkhniye Kayrakty består i huvudsak av gräsmarker.